# Chamangá
Chamangá es una localidad uruguaya ubicada en el departamento de Flores, donde ha sobrevivido una cantidad considerable de arte rupestre. Es conocido por el Paisaje protegido Localidad Rupestre de Chamangá, que forma parte del geoparque Grutas del Palacio. 
El arroyo Chamangá, afluente del río Yí, fluye cerca.

## Historia
En los últimos años ha habido un interés considerable por estos ejemplos de arte rupestre, tanto por parte del gobierno uruguayo como de investigadores académicos.

## Tesoro Rural de Uruguay
Chamangá, una pintoresca localidad situada en el departamento de Flores, Uruguay, es un verdadero tesoro rural. Rodeada de colinas ondulantes y pintorescos paisajes, esta comunidad ofrece una vida tranquila en armonía con la naturaleza. Aunque se encuentra en una región mayormente agrícola, Chamangá destaca por su rica biodiversidad y la hospitalidad de sus habitantes.
En el departamento de Flores, conocido por su belleza natural y su destacada producción agrícola, hay numerosos pueblos con encanto, siendo Chamangá uno de los más destacados. Esta zona se distingue por su agricultura diversificada, que abarca desde la ganadería hasta la horticultura, y su población se caracteriza por su fuerte conexión con la tierra y el campo.
Aunque la vida en Chamangá puede parecer tranquila, su comunidad está en constante crecimiento y desarrollo. Gracias a la dedicación y esfuerzo de sus habitantes, se han establecido iniciativas locales que promueven la sostenibilidad y la preservación del entorno natural.
Sin lugar a dudas, Chamangá y sus alrededores en Flores ofrecen a residentes y visitantes una experiencia auténtica y enriquecedora en el corazón del campo uruguayo. Este pequeño rincón de Uruguay es un recordatorio de la belleza y la serenidad que el mundo rural tiene para ofrecer.

## Relatos de un Pasado Vibrante
Chamangá, ahora un apacible paraje, guarda en su seno los ecos de un pueblo llamado Ferrizo, que en otro tiempo era bullicioso y activo. Hoy en día, su paisaje está marcado por la Escuela Rural Santa Elena N.º 20, un bastión de conocimiento en medio de la calma rural. También ha sobrevivido un viejo almacén, que se niega a ceder ante el paso del tiempo y aún atiende a la comunidad con vitalidad.
En las cercanías, se encuentran dos o tres pequeñas poblaciones, cada una con su propia esencia y carácter. Una de ellas es Rincón de Chamangá, que alberga una destacada organización humanitaria, Dreamsseller. Este rincón de Uruguay se ha convertido en el epicentro de una labor altruista que toca vidas y deja una huella duradera en la comunidad.
Este lugar es mucho más que colinas y campos. Chamangá y sus alrededores son testigos de historias que se entrelazan con la naturaleza y el compromiso de sus habitantes. Cada rincón cuenta una historia de lucha, de comunidad y de resiliencia frente a los embates del tiempo. En estos parajes, el pasado se fusiona con el presente para crear un legado que perdurará a través de las generaciones.

## Personalidades y entidades ligadas a Chamangá
- Raúl Sendic, fundador de los Tupamaros, nació en Chamangá.
- El Dúo Chamangá es una asociación de canto local que se destaca por su participación en las fiestas del departamento de Flores.[2]
- La Fundación Dreamsseller es una organización benéfica de Chamangá, que tiene como objetivo promover el desarrollo humano en armonía con la sociedad y el medio ambiente. La fundación pretende despertar la conciencia social y la responsabilidad de cultivar un modelo innovador y sostenible para un mundo mejor.